# Kírovske
Kírovske o Kírovskoye (en ucraniano: Кіровське; en ruso: Кировское; en tártaro de Crimea: İslâm Terek) es un pueblo de la República de Crimea o República Autónoma de Crimea. Forma parte del Raión de Kírovske además de ser su centro administrativo. Su soberanía está discutida con Ucrania, ya que esta no reconoce el referéndum de 2014 sobre su anexión a Rusia.